# Leslie James Morshead
Sir Leslie James Morshead, avstralski general, * 18. september 1889, † 26. september 1959.